# Zone de convection
Pour les articles homonymes, voir Convection (homonymie).

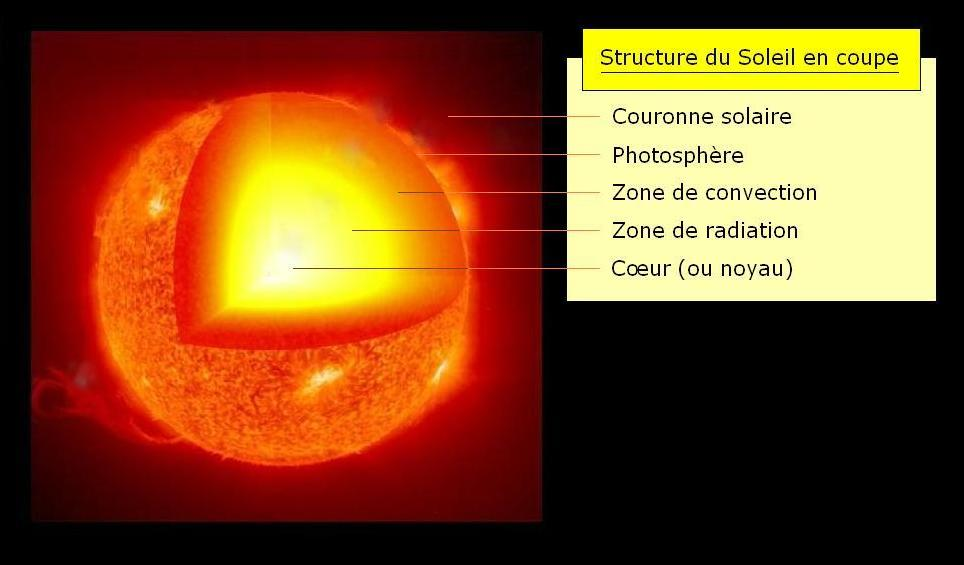
Structure du Soleil en coupe.

La zone de convection, ou zone convective, est une couche dans une étoile qui est thermodynamiquement instable. L'énergie est principalement ou partiellement transportée par convection des parcelles à l'intérieur de cette région, contrairement à la zone de rayonnement où l'énergie est transportée par le rayonnement émis et par la conduction thermique. Il s'agit donc d'un mouvement de masse du plasma à l'intérieur de l'étoile, qui forme habituellement un courant de convection circulaire, avec le plasma chauffé ascendant et le plasma refroidi descendant.
Le critère de Schwarzschild exprime les conditions dans lesquelles une région d'une étoile est ainsi instable. Une parcelle de gaz qui s'élève légèrement se retrouvera dans un environnement de pression plus faible que celle d'où elle provient. Son volume se dilate et sa température refroidit alors. Si la parcelle ascendante se refroidit à une température inférieure à celle de son nouvel environnement, elle a alors une densité plus élevée que le gaz environnant, et selon le principe d'Archimède elle retombera d'où il vient. Cependant, si le gradient de température est assez raide (c'est-à-dire que la température change rapidement avec la distance du centre de l'étoile), ou si le gaz a une capacité thermique très élevée (c'est-à-dire que sa température varie lentement lors de l'expansion du volume), la parcelle demeurera plus chaude et moins dense que son nouvel environnement, et sa flottabilité la fera alors continuer à s'élever.

## Condition de Schwarzschild
Le gradient de température détermine si un élément d'une étoile va monter ou descendre s'il est déplacé par des fluctuations aléatoires dans l'étoile, ou si le principe d'Archimède le ramènera à sa position initiale. Le critère de Schwarzschild pour inhiber la convection est :
{\displaystyle -{\frac {dT}{dz}}<{\frac {g}{C_{p}}}}
Où {\displaystyle g} est l'accélération gravitationnelle et {\displaystyle C_{p}} est la capacité thermique à pression constante.

## Étoiles de la séquence principale
Dans les étoiles de la séquence principale de plus de 1,3 fois la masse du Soleil, la température du cœur est très élevée et provoque la fusion nucléaire de l'hydrogène en hélium, principalement via le cycle carbone-azote-oxygène (CNO) au lieu de la chaîne proton-proton, moins affectée par la température. Le cœur de ces étoiles est entouré d'une couche de rayonnement qui est en équilibre thermique et subit peu ou pas de mélange.
Par contre, la couche au-dessus est réchauffée à sa base par le rayonnement, et refroidie à son sommet par la couche externe de l'étoile. Le fort gradient de température permet ainsi une zone de convection qui mélange lentement le combustible d'hydrogène avec le produit d'hélium. Dans les étoiles les plus massives, la zone de convection peut s'étendre du noyau à la surface.
Dans les étoiles de séquence principale de moins d'environ 10 masses solaires, l'enveloppe extérieure de l'étoile contient une région où l'ionisation partielle de l'hydrogène et de l'hélium augmente la capacité thermique. La température relativement basse dans cette région provoque simultanément que l'absorbance, due aux éléments plus lourds, soit suffisamment élevée pour produire un gradient de température abrupt. Cette combinaison de circonstances produit une zone de convection externe, dont le sommet est visible dans le Soleil sous forme de granulation solaire. Les étoiles de la séquence principale de masse faible, comme les naines rouges inférieures à 0,35 de masse solaire, ainsi que les étoiles de séquence pré-principales du trajet de Hayashi, sont convectives dans tout leur volume, et ne contiennent pas de zone de rayonnement,.

### Étoiles de type solaire
Pour les étoiles de la séquence principale semblables au Soleil, avec un cœur radiatif et une enveloppe convective, la région de transition entre la zone de convection et la zone de rayonnement est appelée tachocline. Dans le cas du Soleil lui-même, la zone convective s’étend de 0,8 rayon solaire du centre à la surface visible du Soleil. Elle est séparée de la zone de radiation par une tachocline épaisse d’environ 3 000 kilomètres, qui d’après les études récentes pourrait être le siège de puissants champs magnétiques et jouerait un rôle important dans la dynamo solaire. La température y passe de 2 millions à ~5 800 kelvins. La matière parvenue en surface, refroidie, plonge à nouveau jusqu’à la base de la zone de convection pour recevoir la chaleur de la partie supérieure de la zone de radiation, etc. Les gigantesques cellules de convection ainsi formées sont responsables des granulations solaires observables à la surface de l’astre. Les turbulences survenant dans cette zone produisent un effet dynamo responsable de la polarité magnétique nord-sud à la surface du Soleil.

## Géantes rouges
Dans les étoiles géantes rouges, et en particulier pendant la branche asymptotique des géantes, la zone de convection superficielle varie en épaisseur pendant les phases de fusion nucléaire dans la coquille interne, près du cœur de l'étoile. Cela entraîne de courts épisodes de migration d'éléments issus de la fusion du cœur de l'étoile vers sa surface.

### Exemple
L'observation de la géante rouge π1 Gruis (en) a permis de mettre en évidence des cellules de convection dont le diamètre avoisine 120 millions de kilomètres, soit près de 30 % du diamètre de l'étoile,.